# Lisses
Lisses je francouzská obec v departementu Essonne v regionu Île-de-France. Leží 29 kilometrů jihovýchodně od Paříže.

## Jméno obce
Původ jména není znám. V roce 1793 vznikla obec pod současným názvem.

## Geografie
Sousední obce: Courcouronnes, Évry, Corbeil-Essonnes, Villabé, Mennecy, Écharcon, Vert-le-Grand a Bondoufle.

## Památky
- kostel sv. Germaina a sv. Vincenta

## Vývoj počtu obyvatel
Počet obyvatel

## Vzdělání
Obec má tři základní školy, kolej Rózy Luxemburgové a lyceum Françoise Truffauta.

## Doprava
Přes obec vede pět autobusových linek, dvě z nich navazují na RER.

## Partnerské město
- Aue Falstein, Sasko-Anhaltsko, Německo